# Fappiano
Fappiano, född 19 maj 1977 i Florida, död 3 september 1990, var ett engelskt fullblod. Han fick sitt namn efter Joseph C. Nichols (född Giuseppe Carmine Fappiano), som var sportskribent för The New York Times.

## Bakgrund
Fappiano var en brun hingst efter Mr. Prospector och under Killaloe (efter Dr. Fager). Han föddes upp och ägdes av John A. Nerud, och tränades under tävlingskarriären av hans son Jan H. Nerud.

## Karriär
Fappiano tävlade mellan 1979 och 1981 och sprang in 370 213 dollar på 17 starter, varav 10 segrar, 3 andraplatser och 1 tredjeplats. Han tog karriärens största segrar i Morven Stakes (1979), Discovery Handicap (1980), Metropolitan Handicap (1981) och Forego Handicap (1981). 
Som tvååring 1979 var han obesegrad i fyra starter. Han segrade då i bland annat Morven Stakes med blivande Hall of Fame-jockeyn Ángel Cordero Jr.. Morven Stakes reds den 20 december på en kall och frusen bana. Trots väderförhållandena slog Fappiano banrekordet över sex furlongs på Meadowlands Racetrack med tiden 1:08 3/5. Han fortsatte att vinna flera större löp både 1980 och 1981, bland annat grupp 1-löpet Metropolitan Handicap.

### Som avelshingst
Trots en framgångsrik tävlingskarriär är Fappiano mest känd som avelshingst. I slutet av 1981 avslutade han tävlingskarriären och syndikerades för 300 000 dollar per andel. Han stallades upp som avelshingst på Tartan Farms nära Ocala i Florida, där han stod till sommaren 1987. Han flyttades sedan till Lane's End Farm i Versailles i Kentucky.
Fappiano var farfar till två olika hästar som tillsammans vann alla tre amerikanska Triple Crown-löp samma år, när Real Quiet vann 1998 års Kentucky Derby och Preakness Stakes, och Victory Gallop vann 1998 års Belmont Stakes. Fappiano var också farfar till Peppers Pride, som har rekordet för längsta segersviten med 19 raka segrar. Genom Unbridled är Fappiano också farfars farfar till 2015 års Triple Crown-vinnare American Pharoah.
Den 3 september 1990 avlivades Fappiano efter att ha drabbats av fång.